# Chrysohypnum brachycarpum
Chrysohypnum es un género monotípico de musgos hepáticas perteneciente a la familia Amblystegiaceae. Comprende 22 especies descritas y de estas, solo una aceptada. Su única especie es: Chrysohypnum brachycarpum.

## Taxonomía
Chrysohypnum brachycarpum fue descrita por (G.Roth) Warnst.	 y publicado en Hedwigia 54: 122. 1914.
Basónimo
- Campylium brachycarpum G. Roth